# Parabrachiella albida
Parabrachiella albida is een eenoogkreeftjessoort uit de familie van de Lernaeopodidae. De wetenschappelijke naam van de soort is voor het eerst geldig gepubliceerd in 1956 door Rangnekar.